# Aljona Lanskaja
Jelena Michailovna Lepochina (Wit-Russisch: Алена Міхайлаўна Ляпохіна, Russisch: Елена Михайловна Лепохина) (Mahiljow, Sovjet-Unie, 9 september 1985) beter bekend onder haar artiestennaam Aljona Lanskaja (Wit-Russisch: Алена Ланская, Russisch: Алёна Ланская) is een Wit-Russische zangeres.

## Biografie
Lanskaja werd in 1985 geboren in Mahiljow, in de toenmalige Sovjet-Unie. Ze nam deel aan Eurofest 2012, de Wit-Russische preselectie voor het Eurovisiesongfestival. Met het nummer All my life wist ze op 14 februari de finale te winnen, waardoor ze Wit-Rusland zou vertegenwoordigen op het Eurovisiesongfestival 2012, gehouden te Bakoe, Azerbeidzjan. Echter, een week na afloop van Eurofest besliste de Wit-Russische openbare omroep Lanskaja te diskwalificeren wegens vermeende fraude. Wit-Rusland heeft een traditie zijn act meerdere keren aan te passen voor aanvang van het Eurovisiesongfestival. Ook Lanskaja werd hier het slachtoffer van.
In december 2012 waagde ze opnieuw haar kans in de Wit-Russische nationale finale, en ook deze keer ging ze met de zegepalm aan de haal. Met één jaar uitstel mocht ze dus alsnog Wit-Rusland vertegenwoordigen op het Eurovisiesongfestival 2013. Het lied waarmee ze de nationale finale won Rhythm of Love werd echter wel veranderd naar een nieuw lied: Solayoh. In de eerste halve finale op 14 mei werd het liedje zevende, wat een plaats voor de finale van 18 mei opleverde. Hier werd ze zestiende met 48 punten.